# Amata wimberley
Amata wimberley là một loài bướm đêm thuộc phân họ Arctiinae, họ Erebidae.